# Ronda de San Pablo
La ronda de San Pablo (en catalán: Ronda de Sant Pau) se encuentra en Barcelona (España). Hace de frontera entre los distritos de Ciudad Vieja (barrio de El Raval) y Ensanche (barrio de San Antonio). Tiene su inicio en la avenida del Paralelo y el final en la ronda de San Antonio con calle del Conde de Urgel.

## Historia

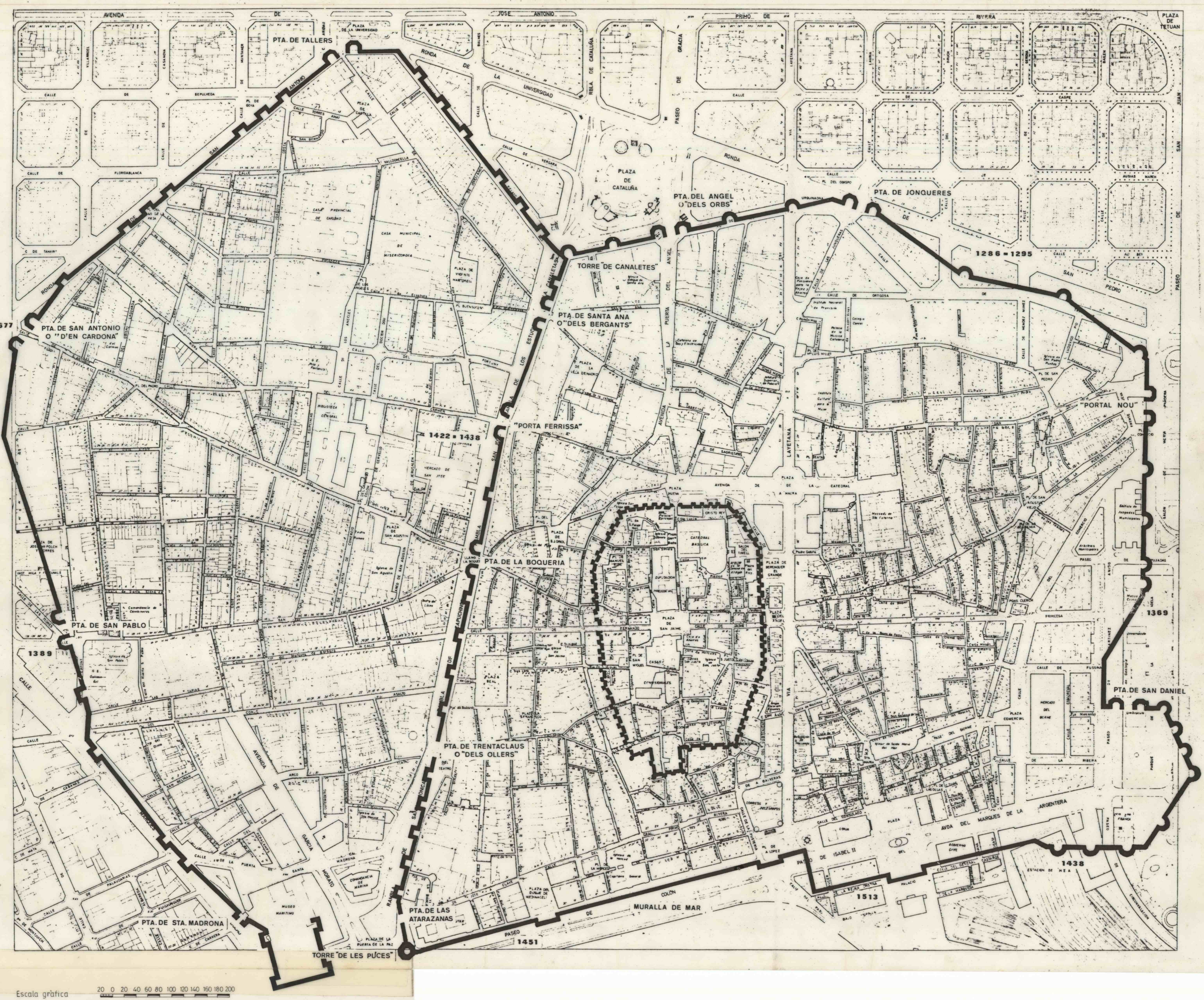
Plano de la Barcelona medieval con el perímetro amurallado correspondiente al. La ronda de San Pablo corresponde al tramo central de la izquierda.

Construida sobre la muralla de 1389, se le dio este nombre por estar cerca de la salida de la calle de San Pablo y en recuerdo de un antiguo portal del mismo nombre que había en el lugar, abierto a temporadas.
Durante la Edad Media se encontraba en este lugar la muralla de El Raval, construida entre los siglos XIV y XV debido al continuo crecimiento urbanístico de la ciudad. El nuevo recinto urbano partía de las Atarazanas, siguiendo las actuales rondas de San Pablo, San Antonio, Universidad y San Pedro, bajando por el actual paseo de Lluís Companys hasta el monasterio de Santa Clara —en el actual parque de la Ciudadela—, y hasta el mar, por la actual avenida Marqués de la Argentera.
A mediados del siglo XIX el aumento de la población y el consiguiente riesgo para la salubridad de la ciudadanía hacía aconsejable el derribo de las murallas medievales, hecho que se produjo en 1854, con lo que se dio la vía de salida para la expansión territorial de la ciudad —el Ensanche— y la apertura de nuevas vías en el lugar de las murallas, como las rondas de San Pablo, San Antonio, Universidad y San Pedro.